# Zentrygon
Zentrygon es un género de aves columbiformes compuesto por 8 especies. Estas palomas se encuentran en hábitats forestales de América Central y del norte y centro de América del Sur.

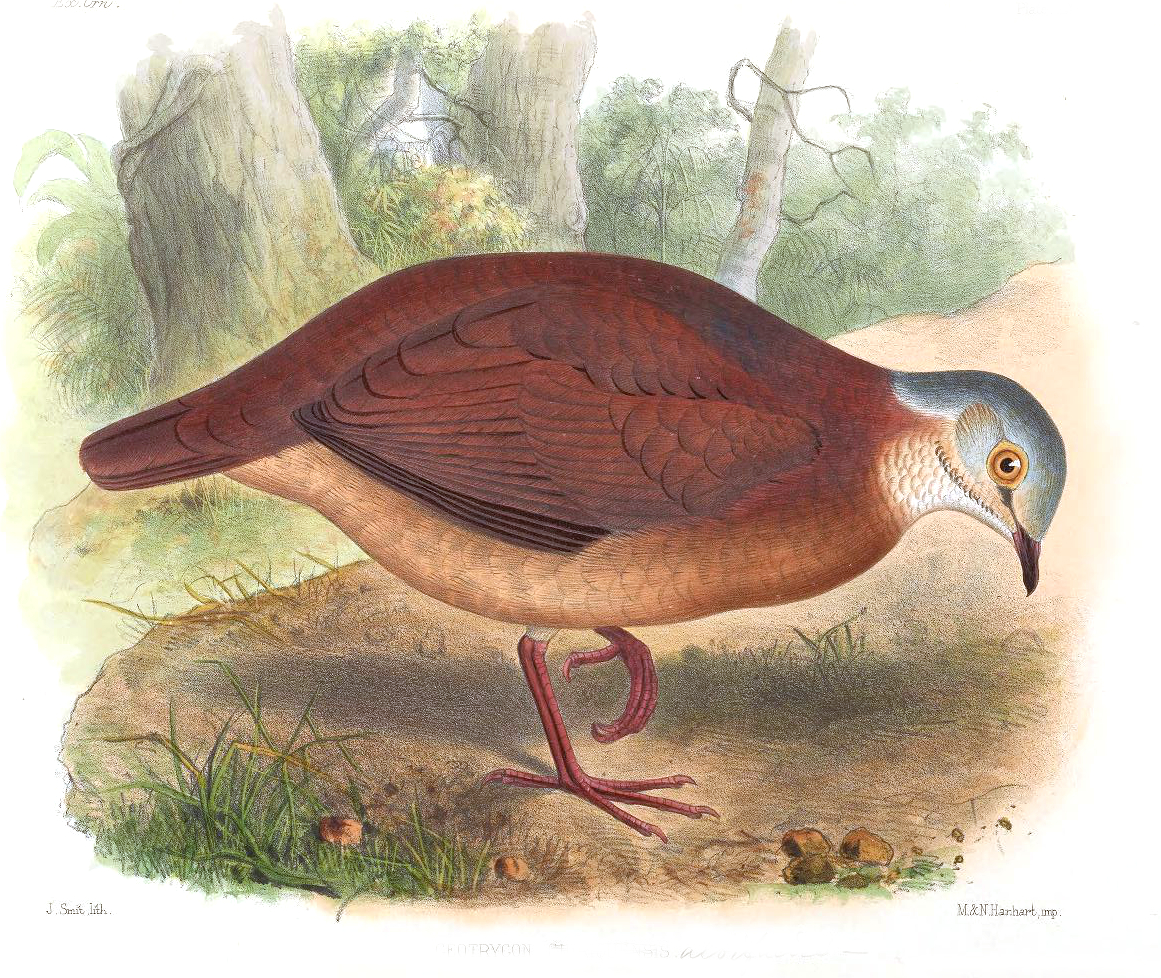
Paloma-perdiz cariblanca (Zentrygon albifacies).

## Taxonomía
Este género fue descrito originalmente en el año 2013 por los ornitólogos Richard C. Banks, Jason D. Weckstein,   James Van Remsen Jr. & Kevin P. Johnson. Sus especies anteriormente estaban ubicadas en el género Geotrygon (o Oreopelia).
Especies

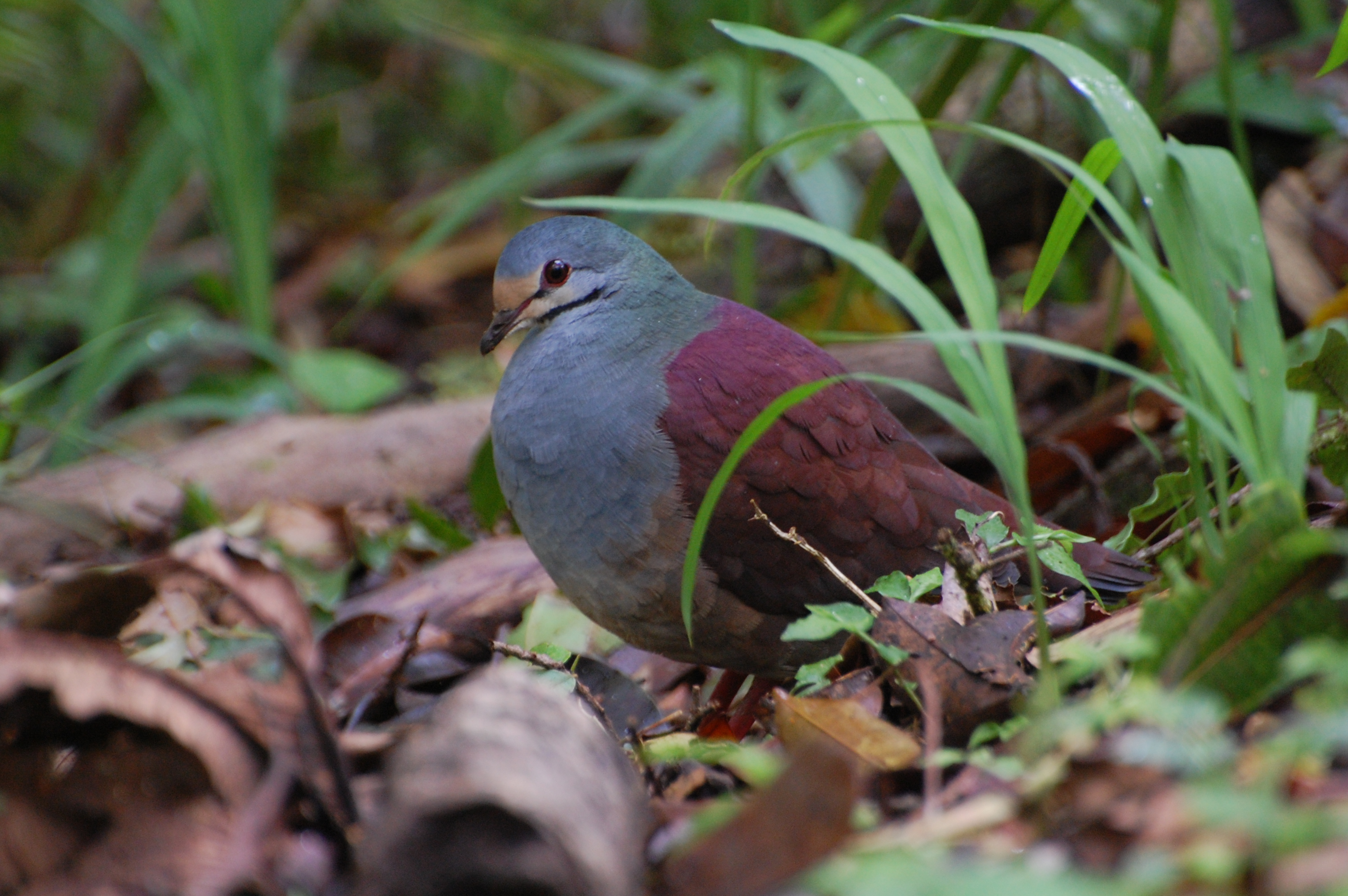
Paloma-perdiz costarricense (Zentrygon albifacies) en la reserva Monteverde, Costa Rica.

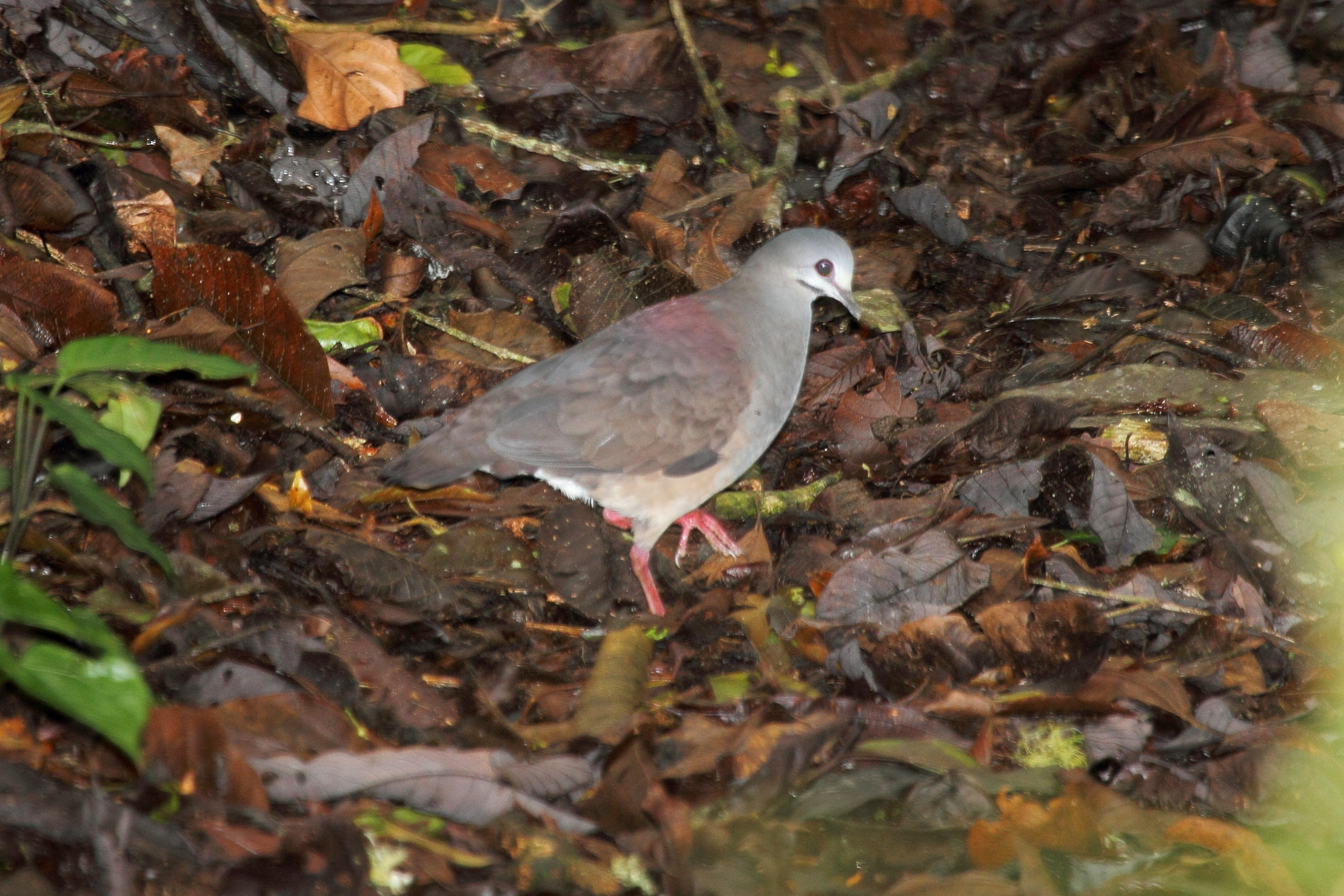
Paloma-perdiz de Lawrence (Zentrygon lawrencii) en Rancho Naturalista, Costa Rica.

Este género se subdivide en 8 especies:
- Zentrygon albifacies (Sclater, 1858)
- Zentrygon carrikeri (Wetmore, 1941)
- Zentrygon chiriquensis (Sclater, 1856)
- Zentrygon costaricensis (Lawrence, 1868)
- Zentrygon frenata (Tschudi, 1843)
- Zentrygon goldmani (Nelson, 1912)
- Zentrygon lawrencii (Salvin, 1874)
- Zentrygon linearis (Prěvost, 1843)

Historia taxonómica
En el año 2011, Johnson y Weckstein reconstruyeron una filogenia de las especies de Zenaidini, utilizando muestras de secuencias de ADN de 24 especies de 3 géneros. El resultado fue que las especies del género Geotrygon no constituían un grupo monofilético, quedando 6 especies más relacionadas con Zenaida (si bien no dentro de este).
En el año 2013, un equipo compuesto por R. Banks y otros colegas continuaron con la investigación, incorporando datos genéticos parciales de otras dos especies, incluyendo la especie tipo del género Geotrygon (G. versicolor), La conclusión fue que debieron erigir dos nuevos géneros, además de rediseñar una nueva lista secuencial que refleja mejor las relaciones filogenéticas entre las especies del grupo.
Especie tipo.
La especie tipo es Geotrygon costaricensis Lawrence, 1868 (ahora Zentrygon costaricensis).
Etimología
Etimológicamente el nombre femenino genérico Zentrygon se construye con los nombres de los géneros Zenaida y Geotrygon, reflejando de este modo las relaciones filogenéticas que posee, además de corresponderle también en su forma general y hábitos.

## Características diagnósticas
Filogenéticamente el género más estrechamente relacionado con Zentrygon es Zenaida, del que se lo diferencia por tener la cola corta y cuadrada o redondeada (en vez de larga y escalonada), relativamente más corta que la longitud del ala, y el ala redondeada en lugar de tener forma de punta, con los vexilos internos de las primarias externas no marginados.
Al igual que ocurre con otros géneros delimitados según las filogenias construidas gracias a los resultados de análisis genéticos, no fue posible identificar características morfológicas o de comportamiento que permitiesen distinguir a los integrantes del género Zentrygon de los de Geotrygon stricto sensu.